# Preußische T 18
Die Gattung T 18 war die letzte für die Preußischen Staatseisenbahnen entwickelte Personenzug-Tenderlokomotive.

## Beschaffung
Anlass zur Beschaffung der Baureihe T 18 war, dass die auf Rügen eingesetzten T 12 und die im Raum Mainz stationierten T 10 nicht mehr den Anforderungen des Betriebs genügten. Leistung, Achslast und Höchstgeschwindigkeit der neuen Loktype sollten in etwa der P 8 entsprechen. Bei der ab 1911 erfolgten Konzeption der Maschinen war ferner maßgeblich, ohne Drehen der Lok auf einer Drehscheibe an den Endstationen Schnell- und Personenzüge im Pendelverkehr auf kürzeren Strecken oder auf grenznahen Strecken befördern zu können. Da seinerzeit vorwärts wie rückwärts schnellfahrende Schlepptender-Lokomotiv-Konstruktionen (wie die wesentlich später entstandenen Baureihen 50 oder 23) nicht existierten, entschloss sich der preußische Ausschuss für Lokomotiven im Interesse gleich guter Laufeigenschaften in beiden Fahrtrichtungen zur Anschaffung einer Tenderlokomotive mit der symmetrischen Achsfolge 2’C2’. Die Lok wurde von den Stettiner Maschinenbau AG Vulcan konstruktiv durchgebildet, die die meisten Exemplare, etwa 80 %, der T 18 bauten.
1912 wurden zehn Voraus-Lokomotiven abgeliefert, die auf Rügen zum Einsatz kamen. Da sie sich bewährten, kam es ab 1913 zu Folgebestellungen.
Insgesamt wurden an deutsche Eisenbahnen von 1912 bis 1927 534 Fahrzeuge hauptsächlich von der Stettiner Maschinenbau AG Vulcan und ab 1923 von Henschel sowie ab 1925 von Hanomag und von Franco-Belge gebaut. Es gingen allein 458 Maschinen an die Preußischen Staatseisenbahnen beziehungsweise die Deutsche Reichsbahn. Die 78 402–523 wurden gleich mit Reichsbahnbezeichnung ausgeliefert. Die Württembergischen Staats-Eisenbahnen erhielten 1919 20 T 18. Die 27 T 18 der Reichseisenbahnen in Elsaß-Lothringen wurden ebenfalls 1919 geliefert und als AL T18 8401 bis 8427 bei der französischen Staatsbahnverwaltung Administration des chemins de fer d’Alsace et de Lorraine eingereiht. Die Eisenbahndirektion Saarbrücken beschaffte von 1922 bis 1925 27 fabrikneue Exemplare. Als letzte T18 wurden erst 1936 und 1939 zwei Exemplare für die Eutin-Lübecker Eisenbahn gebaut, die in einigen Punkten vom preußischen Musterblatt XIV-4d abwichen und untereinander verschiedene Anordnungen der Dome und Sandkästen aufwiesen.
Für die Bagdadbahn baute Henschel 1926 acht Lokomotiven, die die Betriebsnummern 251 bis 258 erhielten. Die türkische Staatsbahn zeichnete später diese Maschinen, die geringe Bauartunterschiede, wie etwa einen zweiten Sanddom und große Schienenräumer, aufwiesen, zu TCDD 37.01 bis 37.08 um.:68
Nach dem Ersten Weltkrieg gingen 19 bislang preußische Maschinen an die Bahnen des Saargebiets. Zwei verblieben in Belgien.:67 Die Reichsbahn übernahm 460 Fahrzeuge aus Preußen und 20 von den Württembergischen Staats-Eisenbahnen in die Baureihe 78 mit den Betriebsnummern 78 001–282 und 78 351–528. Davon stammten die 78 093 aus Elsaß-Lothringen und die 78 146–165 aus Württemberg. 1935 reihte sie die ehemals preußischen Maschinen der Saar-Eisenbahnen als 78 283–301 und deren Neubauten als 78 302–328 ein. Die T18 der Eutin-Lübecker Eisenbahn wurden zu 78 329 und 330 der Reichsbahn umgezeichnet.:68
Nach dem Zweiten Weltkrieg verblieben 29 Maschinen in Polen, die von der dortige Staatsbahn PKP unter der Bezeichnung OKo1 eingereiht wurden. Die letzten davon schieden 1975 aus dem Dienst aus.

## Einsatz (nach 1945)

### Deutsche Bundesbahn
Die Deutsche Bundesbahn übernahm noch 424 Fahrzeuge. Ab 1968 wurden die Lokomotiven der Deutschen Bundesbahn zur Baureihe 078 umgezeichnet.
In Süddeutschland war die Baureihe Ende der 1960er Jahre in den Bahnbetriebswerken Aalen, Rottweil und Tübingen beheimatet. Die letzten Lokomotiven der Baureihe wurden bei der DB in der Mitte der 1970er Jahre im Bahnbetriebswerk Rottweil ausgemustert. Die Abschiedsfahrt mit der 078 246 erfolgte gleichzeitig mit der Baureihe 38 (P 8) am 31. Dezember 1974. Veranstalter waren die Eisenbahnfreunde Zollernbahn e. V. Diese Fahrt war der Tagesschau einen Bericht wert.

#### Wendezugeinsatz
Die Deutsche Bundesbahn baute mehrere Maschinen der Baureihe 78 für den Wendezugverkehr auf kürzeren Pendelstrecken um, z. B. für den Einsatz zwischen Frankfurt und Wiesbaden, im Saarland sowie zwischen Hamburg-Bergedorf und Aumühle (S-Bahn-Vorlaufbetrieb). Auch in Essen, Braunschweig und im Saarland gab es Wendezugeinsätze.
Bis auf wenige Versuchsträger besaßen alle im Wendezugbetrieb eingesetzten Dampflokomotiven eine indirekte Wendezugsteuerung. Hierbei erfolgte die Bedienung der Lok (Regler, Steuerung) im Schiebebetrieb durch den auf der Lok verbliebenen Heizer. Der Lokführer auf dem Wendezugbefehlswagen betätigte lediglich die Bremse und gab dem Heizer über eine verdrahtete Sprechverbindung die notwendigen Bedienungsanweisungen. Die Zusatzausrüstung auf dem Führerstand bestand aus dem „Befehlsgerät“ (Hagenuk-Gerät) für die Sprechverbindung und der Regler-Schließ-Vorrichtung, mit der der Regler mittels eines pneumatischen Zylinders bis auf eine minimale Restöffnung aus Sicherheitsgründen geschlossen wurde, sobald eine Bremsung eingeleitet wurde. Das soll ziemlich schlagartig erfolgt sein und dem Heizer, sofern nicht vorgewarnt, hin und wieder einen heftigen Schlag durch das zurück schwingende Reglergestänge versetzt haben. Darüber hinaus musste die Lok mit den notwendigen Steuer- und Energieversorgungskabeln zum Steuerwagen hin versehen werden, jeweils mit Kabel und Stecker rechts und Steckdose links an der Pufferbohle. Dabei wurden die vereinheitlichten Bauelemente der 36-poligen Steuerleitung verwendet, wie sie bei Diesel- und Elektro-Triebfahrzeugen üblich waren. Der Führerstand des Lokführers im Befehlswagen war ebenfalls mit einem Hagenuk-Gerät versehen. Für den Betrieb musste die Hauptluftbehälterleitung (10 bar) zum Steuerwagen durchgeschleift werden, um vom führenden Befehlswagen aus die Bremse lösen und die Luftleitung wieder füllen zu können. Alle Wendezuglokomotiven konnten an den vier Luftschlauch-Anschlüssen an der Pufferbohle erkannt werden. Der Einsatz in Hamburg endete mit dem Ersatz durch Lokomotiven der DB-Baureihe V 100 im Sommer 1968 noch vor der S-Bahn-Erweiterung 1969.
Im Jahr 1951 wurden drei Lokomotiven (78 025, 038 und 047) versuchsweise mit einer „teildirekten Wendezugsteuerung“ ausgestattet. Hierbei konnte der Lokführer im Gegensatz zur indirekten Wendezugsteuerung auch den Regler vom Steuerwagen aus bedienen. Der Heizer musste aber weiterhin, neben der Bedienung des Kessels, die Schiebersteuerung bedienen. Der Versuch wurde spätestens 1956 wieder beendet.

### Deutsche Reichsbahn
Bei der Deutschen Reichsbahn blieben 53 Exemplare. Sie stattete 1965 eine große Zahl ihrer Fahrzeuge mit Giesl-Schornsteinen (siehe Giesl-Ejektor) und Witte-Windleitblechen aus. 1968 waren nur noch 35 Maschinen im Bestand. 1970 zeichnete die Deutsche Reichsbahn ihre Loks in Baureihe 78.10 um, als letzte wurde 78 425 am 18. September 1970 abgestellt.

### Sonstige
In der Türkei wurden die dortigen Nachbauten der T 18 noch bis 1977 eingesetzt, bis zu diesem Jahr versahen sie noch Vorortverkehre und Schnellzugdienste zwischen dem Bahnhof Istanbul Haydarpaşa und Adapazarı.

## Konstruktive Ausführung und Leistungsvermögen
Bei der T 18 kam ein genieteter Blechrahmen aus 30 mm starken Blechplatten zur Anwendung, der zugleich als dritter Wasserkasten ausgebildet ist.
Der genietete Kessel mit dem für preußischen Lokomotiven typischen größeren Durchmesser der Rauchkammer erhielt eine kupferne, zwischen die Rahmenwangen eingezogene Feuerbüchse sowie einen Rauchrohr-Überhitzer der Bauart Schmidt. Zur Kesselspeisung wurde eine Kolbenspeisepumpe mit vor der Rauchkammer quer auf dem Trittblech liegenden Oberflächenvorwärmer und eine Dampfstrahlpumpe eingebaut.
Im Laufwerk wurden alle Kuppelradsätze fest im Rahmen gelagert, der Spurkranz des (mittigen) Treibradsatzes ist um 15 mm geschwächt. Die Drehgestelle sind am Drehzapfen um insgesamt 80 mm seitenverschieblich ausgeführt. Das Zweizylinder-Heißdampftriebwerk verfügt über eine Heusinger-Steuerung mit Hängeeisen und wirkt auf den zweiten Kuppelradsatz. Die 78 006–010 bekamen statt der Hängeeisen eine Kuhnsche Schleife.
Nach dem Merkbuch für Dampflokomotiven, Ausgabe 1924, kann die T 18 in der Ebene einen 350 t schweren Zug mit 90 km/h und auf einer Steigung von sechs Promille noch eine Wagenzugmasse von 315 t mit 60 km/h befördern.

## Trivia
Am Abend des 5. Dezember 1961 flüchteten 25 DDR-Bürger in einem mit der 78 079 bespannten, zwischen Oranienburg und Albrechtshof fahrplanmäßig verkehrenden Reisezug der Deutschen Reichsbahn nach West-Berlin. In Vorbereitung dieser Aktion schickte der Lokführer Harry Deterling den ihm zugeteilten Heizer unter dem Vorwand einer Dienstplanänderung weg; ein ebenfalls fluchtbereiter Heizer bestieg an seiner Stelle die Lok. Weiterhin reduzierte der Lokführer vorab den Druck in der Hauptluftleitung, setzte bei vier der acht Waggons die Bremse außer Betrieb und reduzierte während der Bremsungen für die letzten fahrplanmäßigen Halte auf DDR-Gebiet den Druck in der Hauptluftleitung so weit, dass die Notbremsfunktion kurz vor der Westberliner Grenze ebenfalls nahezu wirkungslos wurde. Er durchfuhr den Bahnhof Albrechtshof, wo die Zugfahrt planmäßig enden sollte, und durchbrach den mit einem Stahltor gesicherten Grenzübergang zwischen Albrechtshof und Spandau mit etwa 80 km/h. Dort gab er ein Notsignal ab und brachte den Zug durch die Bremse der Lok nach etwa 2,5 km zum Stillstand.
Das Ereignis wurde 1963 unter dem Titel Durchbruch Lok 234 verfilmt; als Zuglok kam bei den Dreharbeiten jedoch eine preußische P 8 (38 3239) der Deutschen Bundesbahn zum Einsatz.

## Verbleib
Mehrere T 18 sind museal erhalten:
- Die 78 009 gehört zum Bestand des Verkehrsmuseums Dresden und wird dort von der IG Bahnbetriebswerk Dresden-Altstadt betreut.
- Die 78 189 gehört als OKo 1-3 zum Bestand des Warschauer Eisenbahnmuseums.
- Die 78 192 befindet sich als Privateigentum im Deutschen Dampflok- und Modelleisenbahnmuseum.[11][12]
- Die 78 246 war als Leihgabe im Deutschen Dampflokomotiv-Museum unzugänglich abgestellt. Sie wird seit Januar 2018 in Rottweil beim EFZ e. V. betriebstauglich aufgearbeitet.[13]
- Die 78 468 gehört dem Förderverein Eisenbahn-Tradition in Lengerich (Westfalen) und wird auch von diesem betrieben.[14][15]
- Die 78 510 gehört zum Bestand des DB-Museums Nürnberg.
- Die türkische 37.05 steht als Museumslok im Eisenbahnmuseum Çamlık in der Nähe von Izmir.[16]

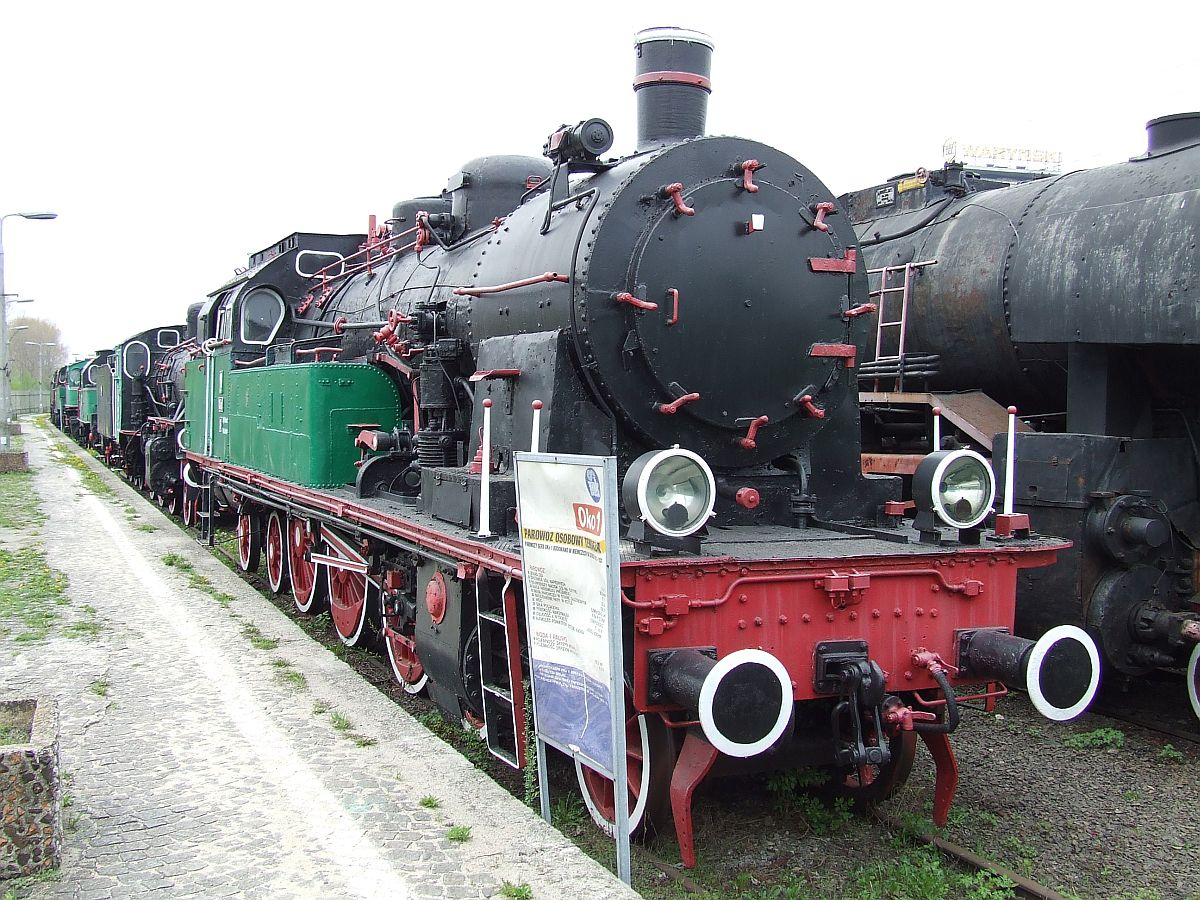
OKo1-3 (ehemals DR 78 189) des Warschauer Eisenbahnmuseums
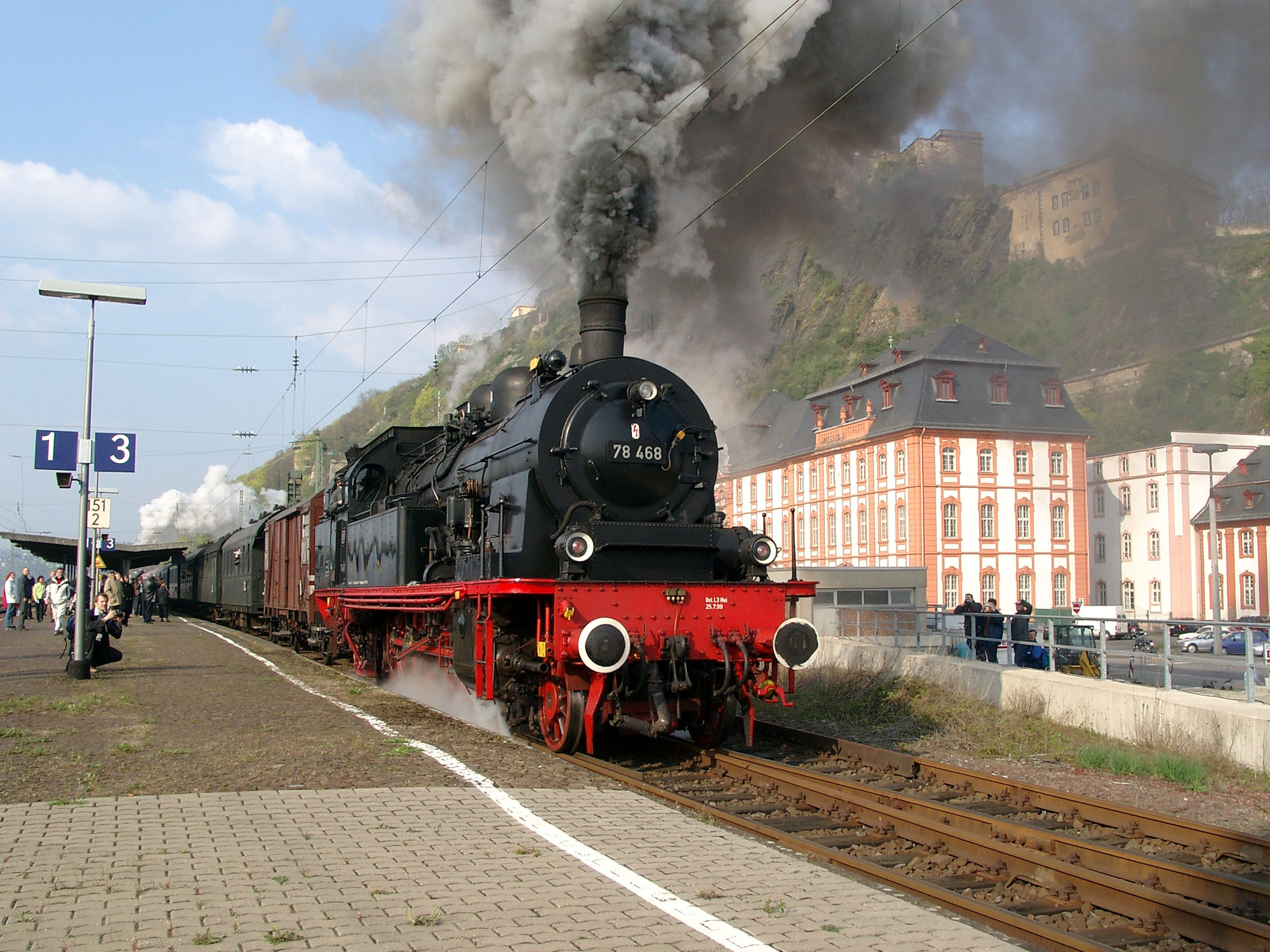
Dampflok 78 468 im Bahnhof Koblenz-Ehrenbreitstein
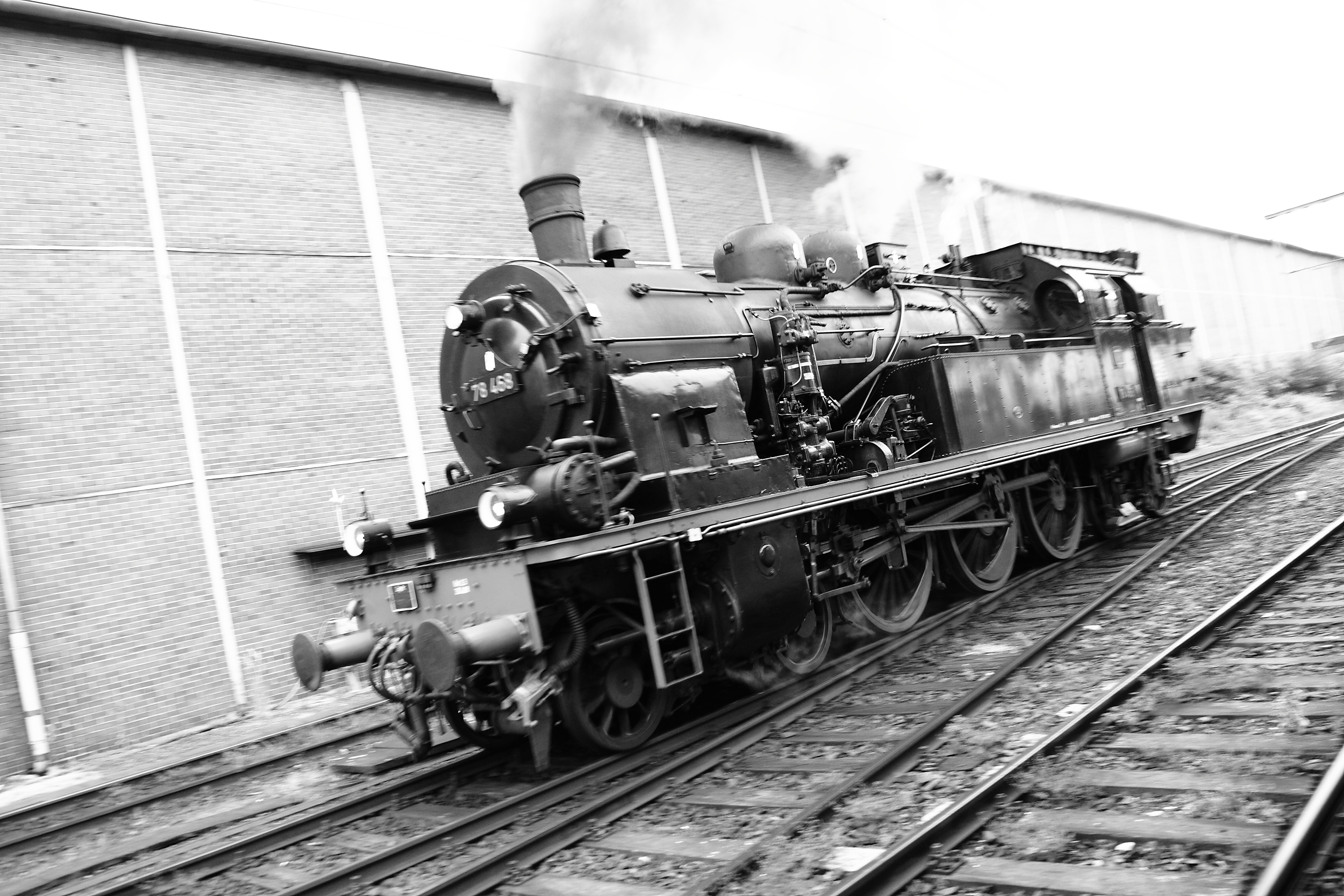
Dampflok 78 468 im Paderborner Hauptbahnhof im Rahmen des Altenbekener Viaduktfestes
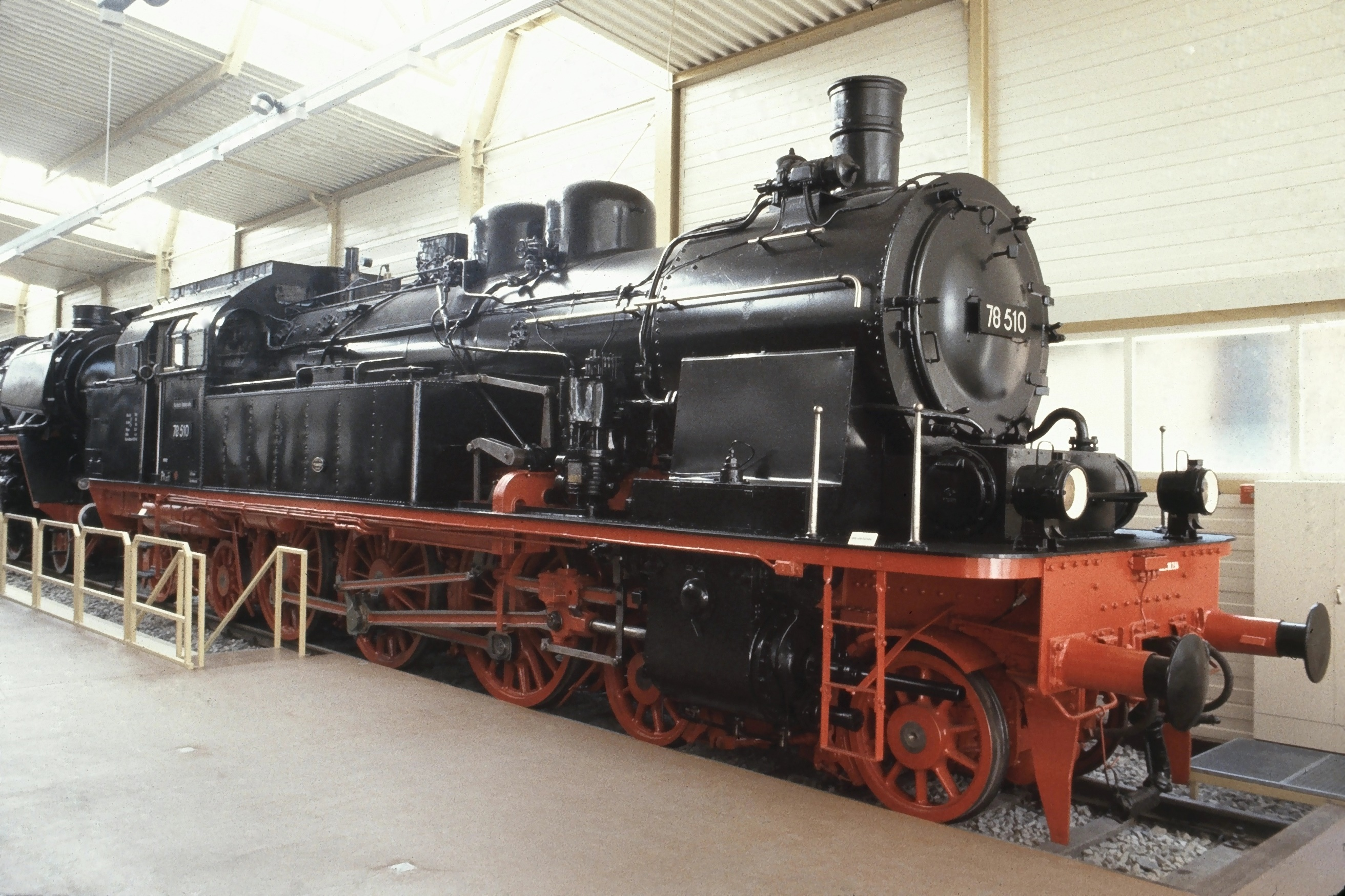
DB 78 510 im Verkehrsmuseum Nürnberg
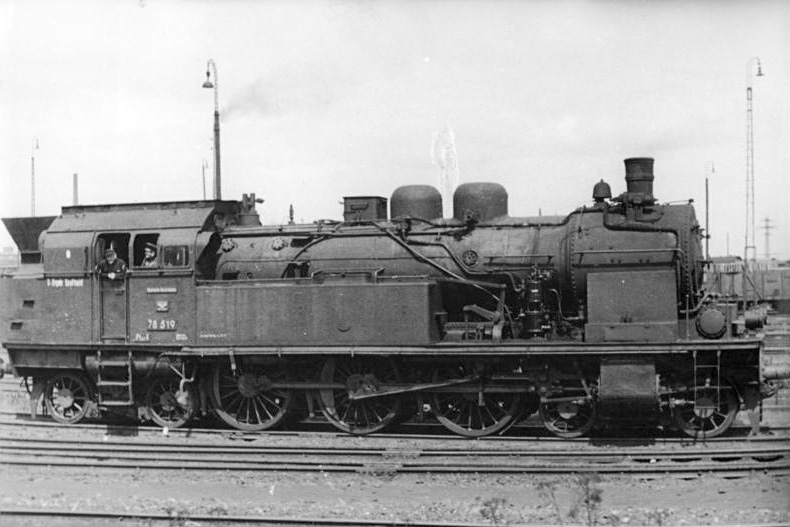
DR 78 519 (1952)